# NGC 1545
NGC 1545 је расејано звездано јато у сазвежђу Персеј које се налази на NGC листи објеката дубоког неба.
Деклинација објекта је + 50° 15' 19" а ректасцензија 4h 20m 56,2s. Привидна величина (магнитуда) објекта NGC 1545 износи 6,2. NGC 1545 је још познат и под ознакама OCL 399.